# قلعه قیزلارقلعه‌سی
بقایای قلعه قیز لار قلعه سی مربوط به دوره ایلخانی است و در شهرستان ابهر، بخش سلطانیه، دهستان سلطانیه، روستای اسدآباد واقع شده و این اثر در تاریخ ۲۶ دی ۱۳۸۶ با شمارهٔ ثبت ۲۰۵۳۹ به‌عنوان یکی از آثار ملی ایران به ثبت رسیده‌است.